# 弗里德里希浴場
弗里德里希浴場（德語：Friedrichsbad）是位於德國城市巴登巴登的一座公共浴場。弗里德里希浴場始建於1866年。在19世紀後期，弗里德里希浴場曾是德國最重要的公共浴場。

## 画廊

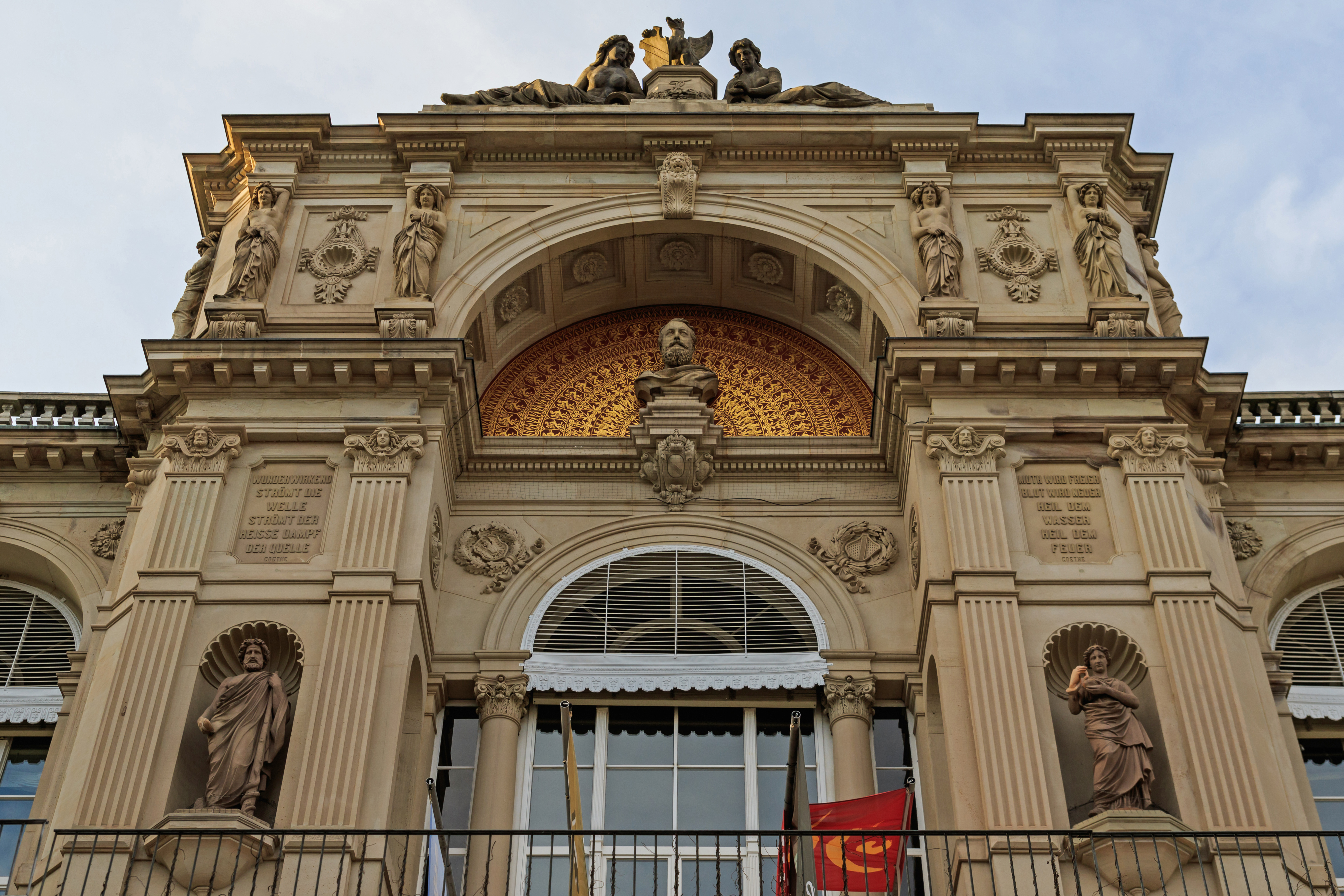

弗里德里希浴場 - Friedrichsbad
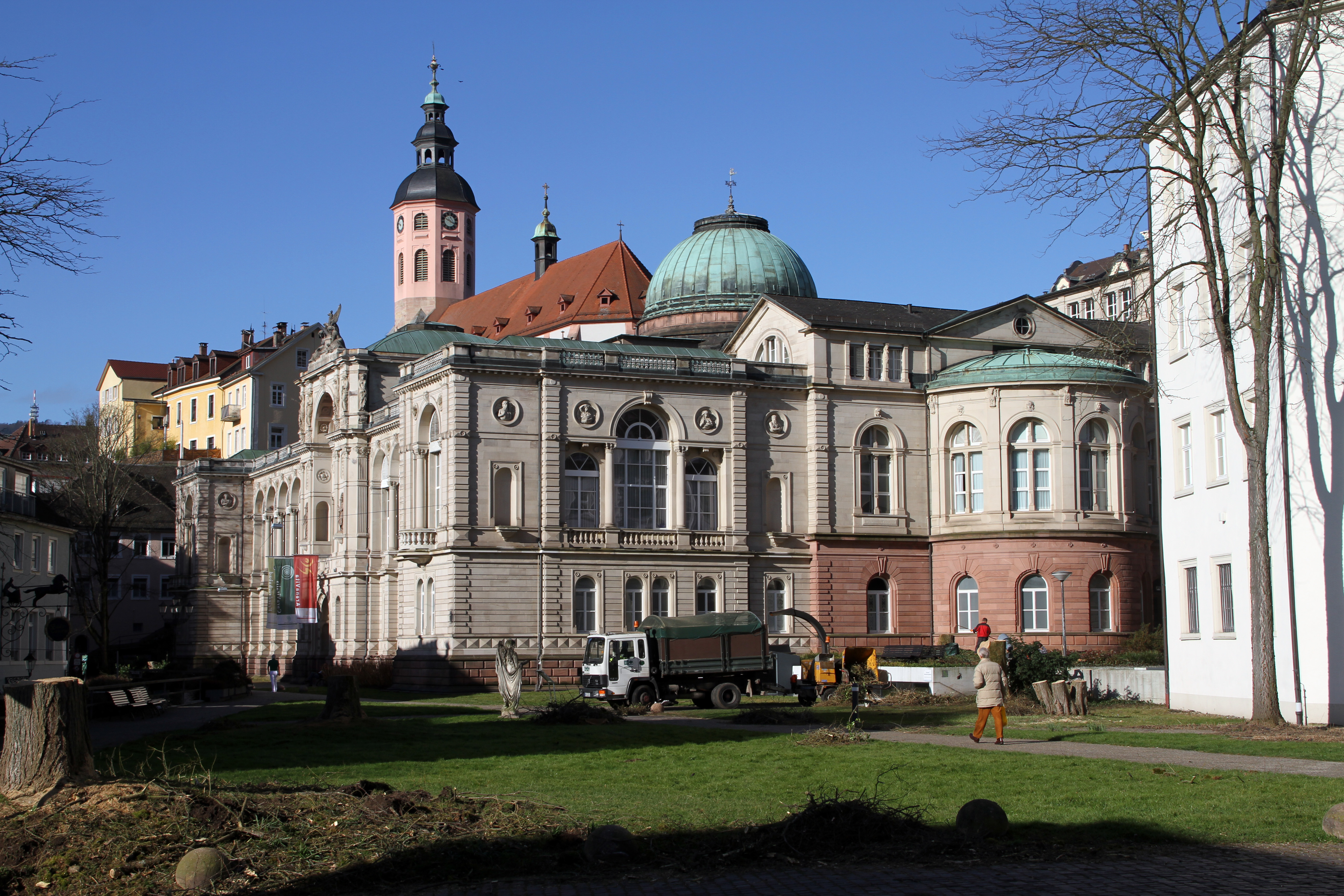
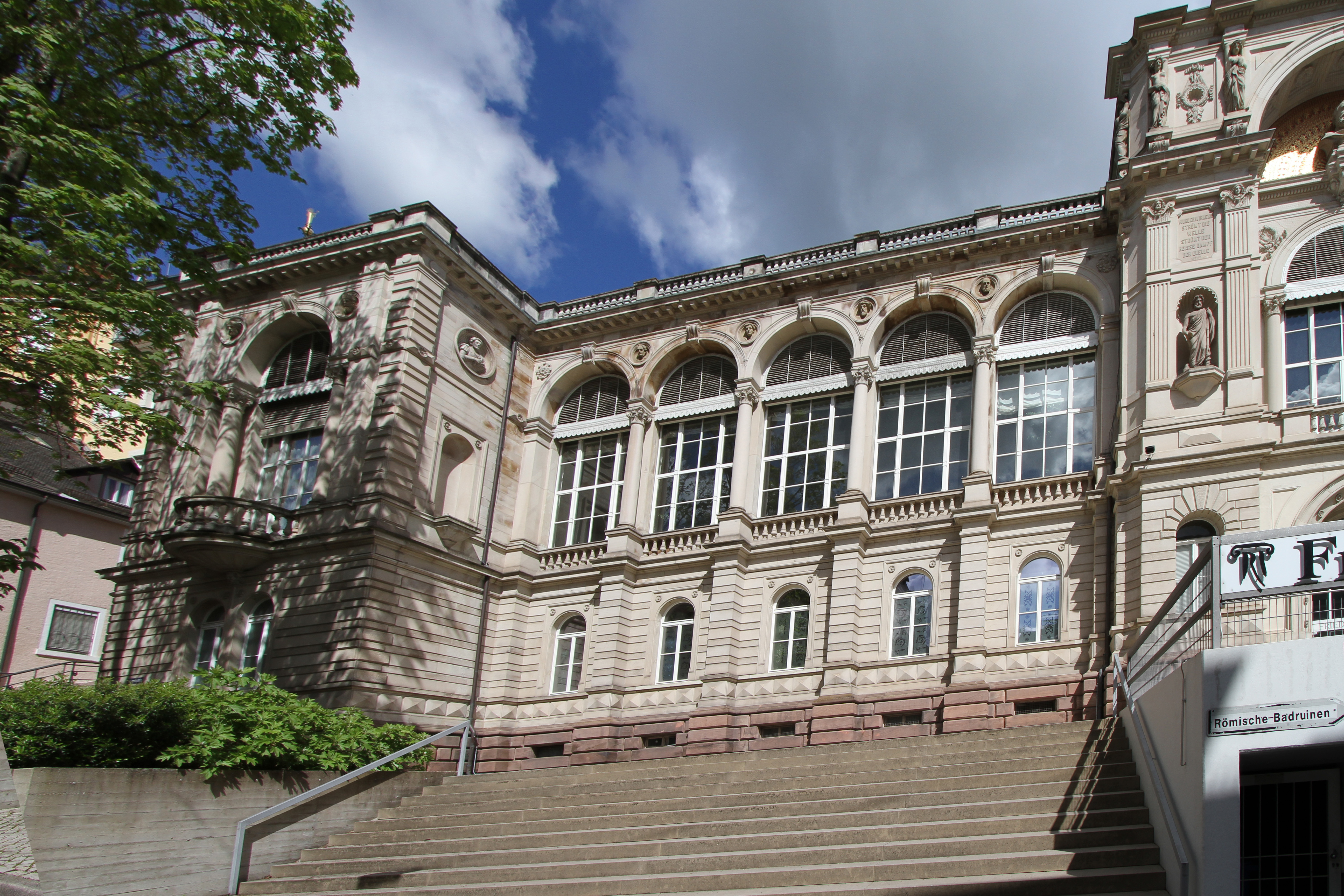
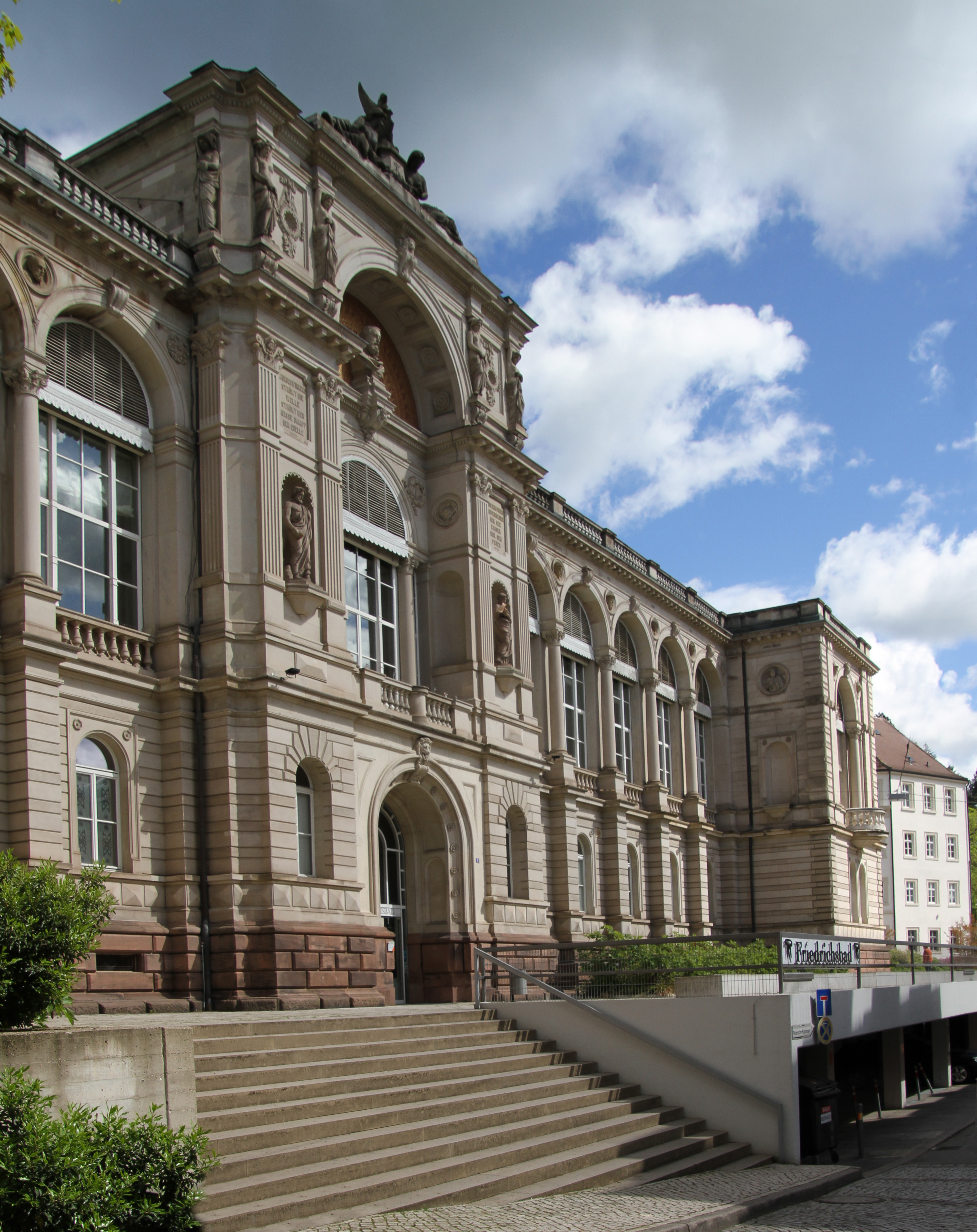
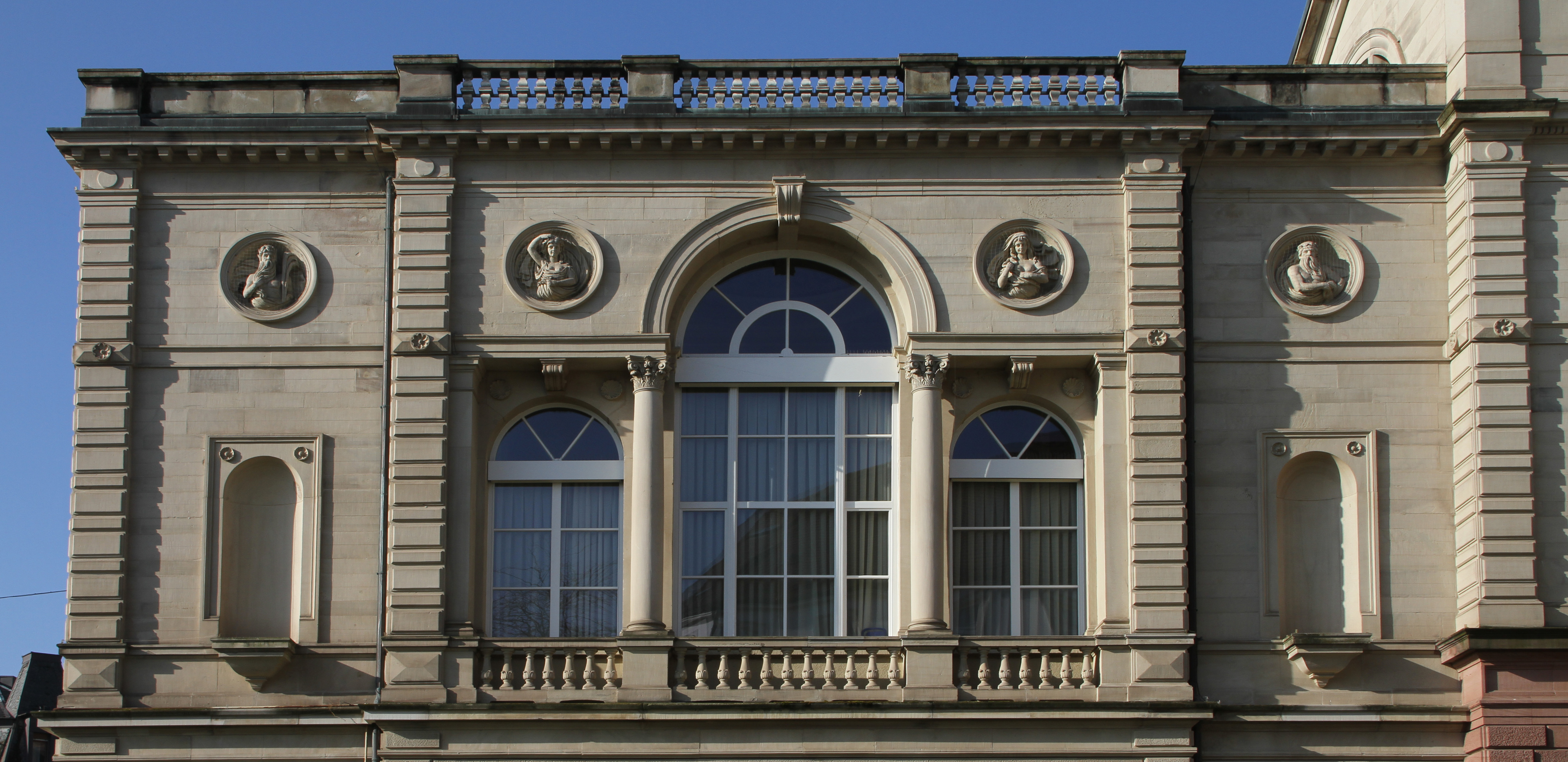
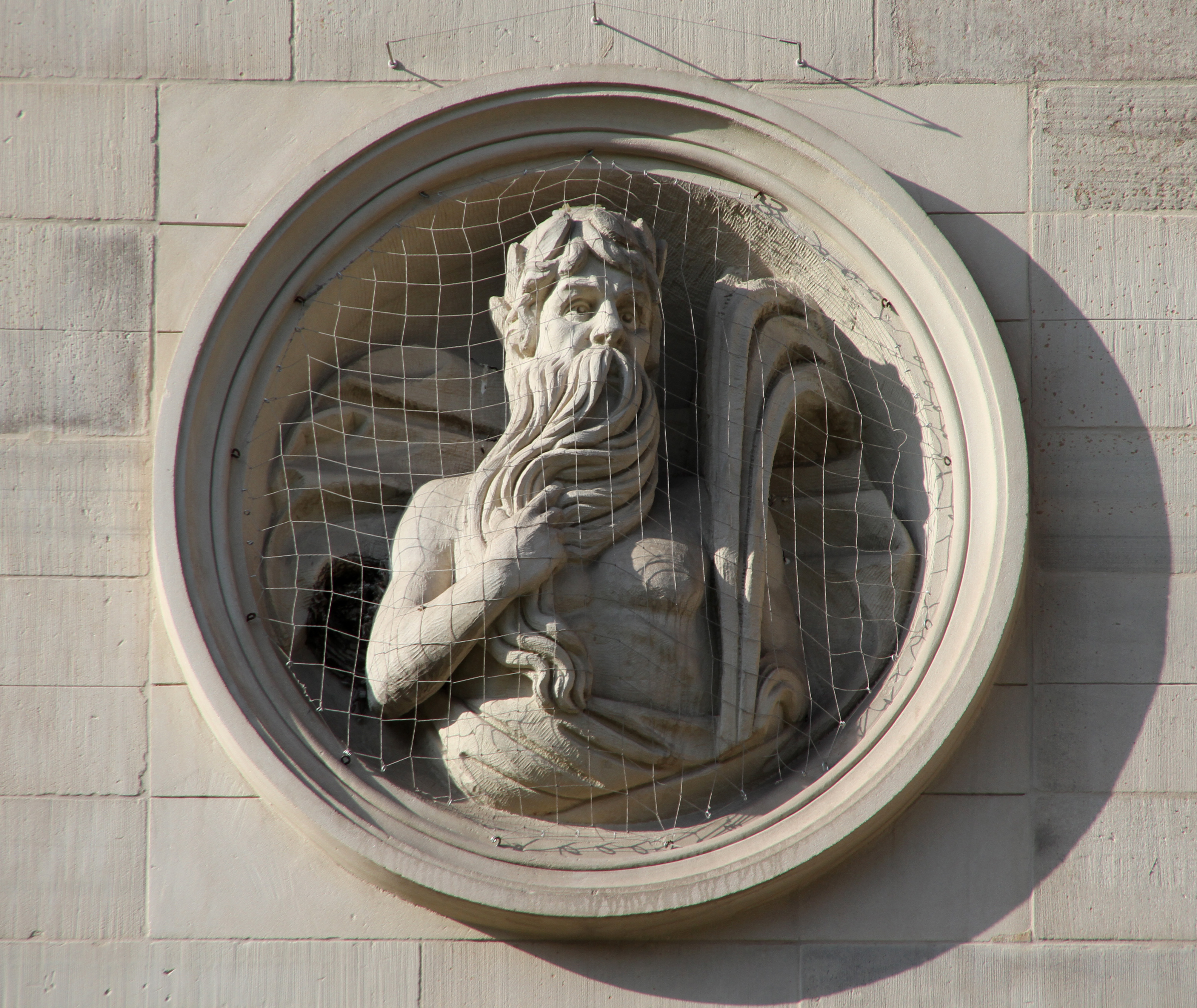
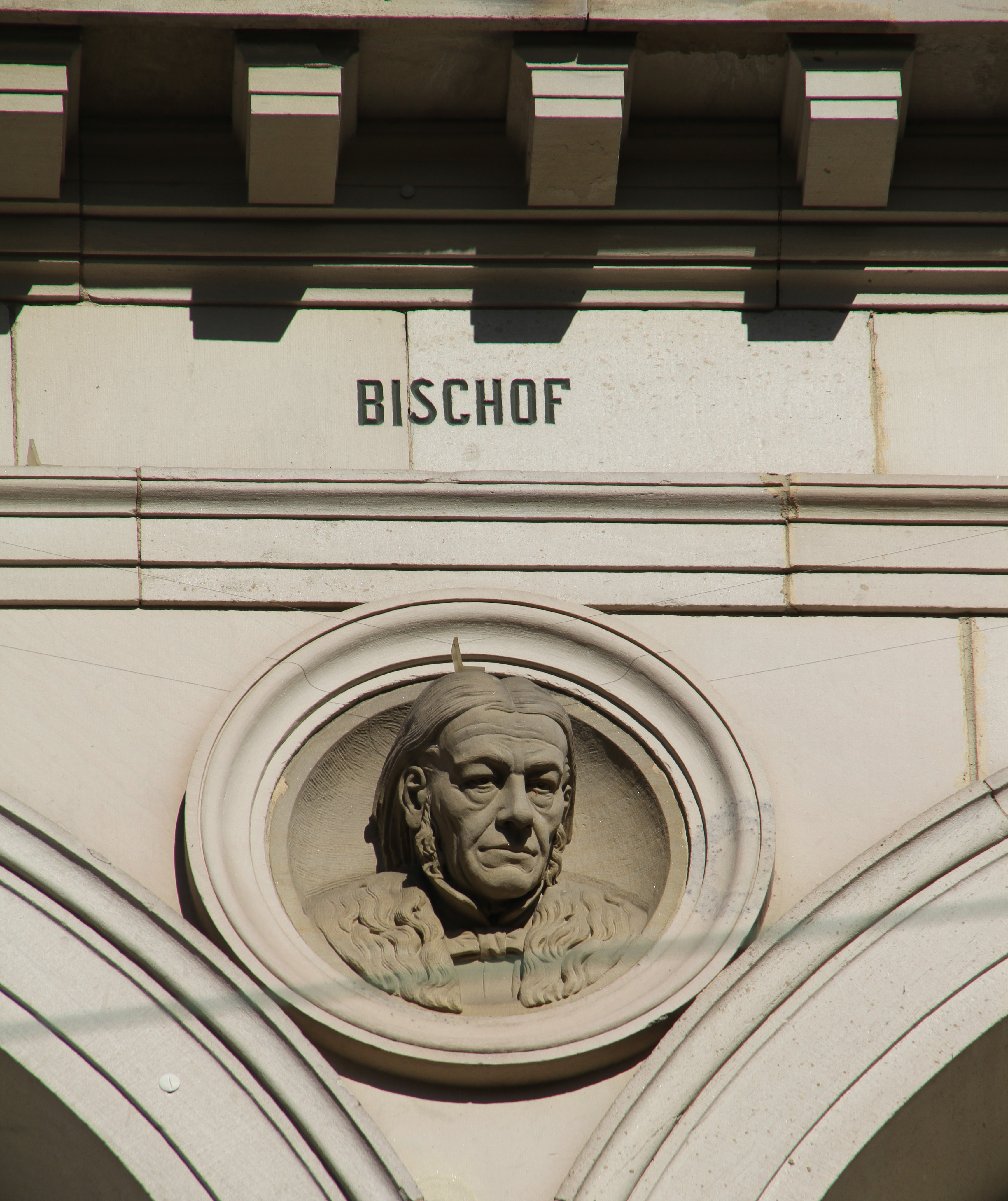
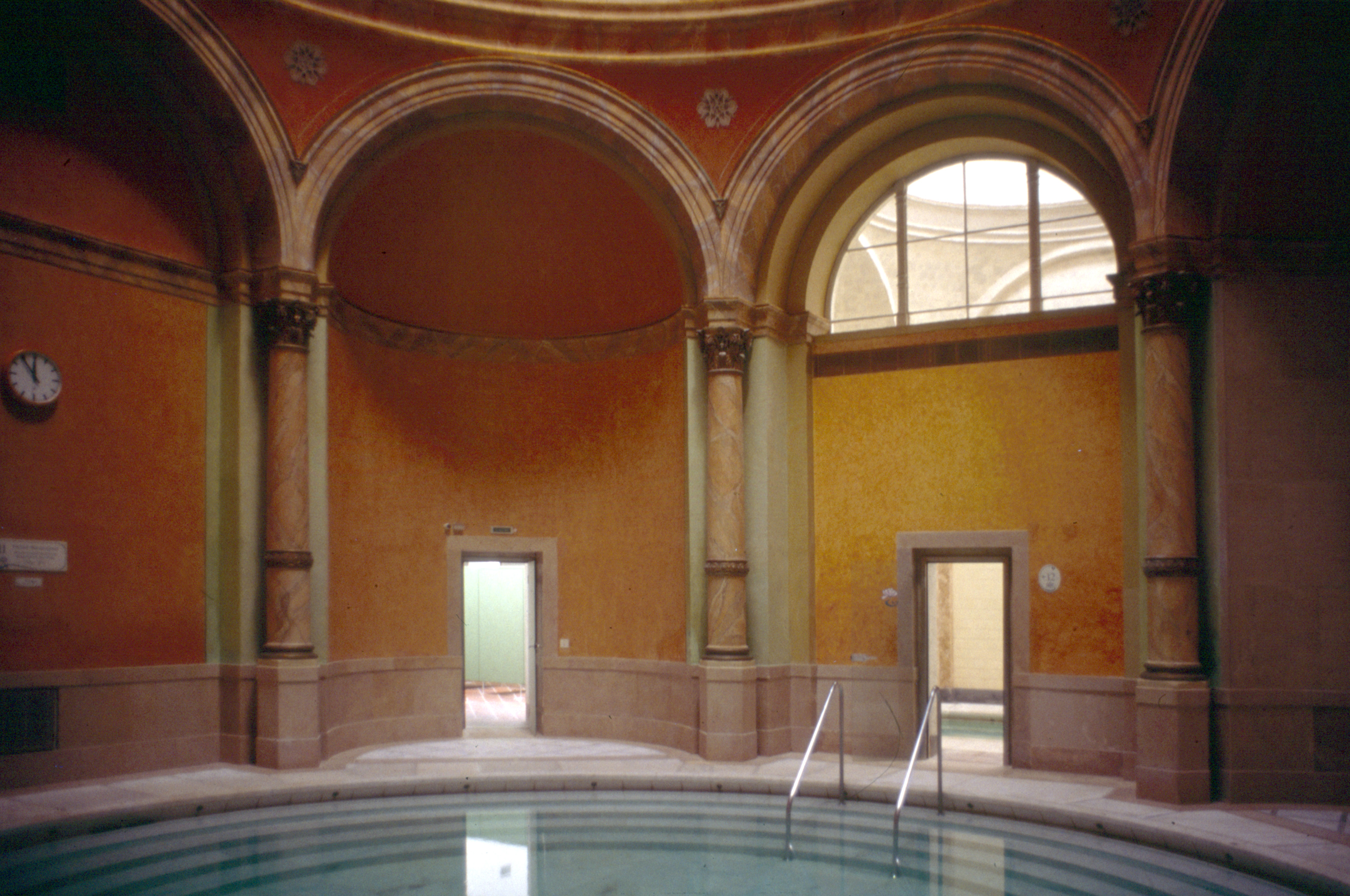
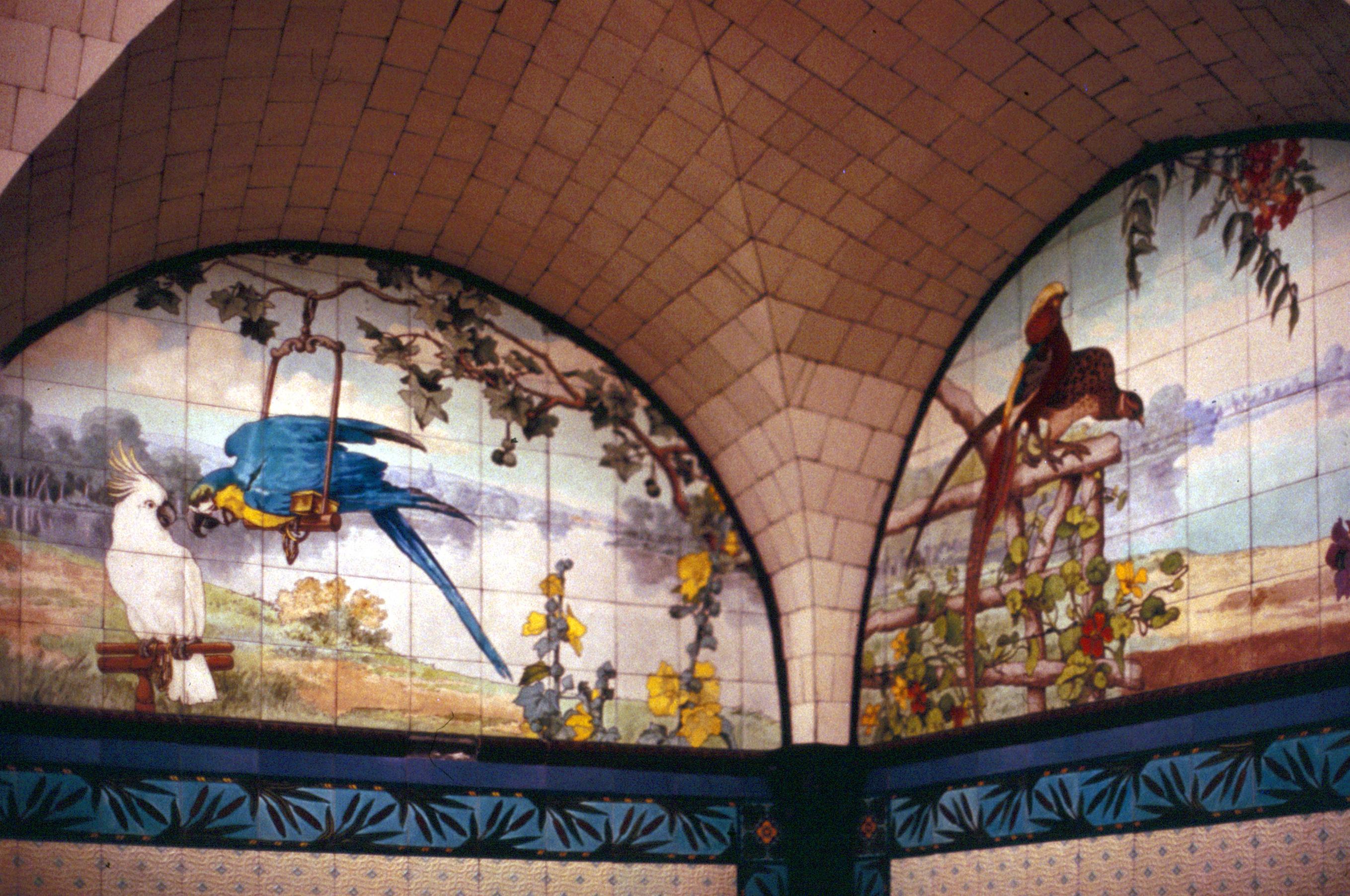

## 外部連結
- Offizielle Homepage des Friedrichsbades